# Terremotos de El Salvador de 2001
Los terremotos en El Salvador de 2001 fueron dos movimientos telúricos significativos ocurridos el 13 de enero y el 13 de febrero de ese año, causando graves daños materiales y pérdidas humanas. 
El primer sismo se registró el sábado 13 de enero a las 11:33 a. m. (hora local, UTC-6) y tuvo una magnitud de 7.8 Mw. El segundo ocurrió el martes 13 de febrero a las 8:22 a. m. (hora local, UTC-6) con una magnitud de 6.6 Mw. Ambos terremotos afectaron diversas regiones del país, provocando daños severos en infraestructura y numerosas pérdidas humanas. 
Uno de los desastres más impactantes fue el alud de tierra en la colonia Las Colinas, en Santa Tecla, que tuvo lugar durante el primer terremoto y causó la muerte de aproximadamente 500 personas. En total, se estima que la cifra de fallecidos ascendió a 1,259 entre ambos eventos. 
Los terremotos también ocasionaron importantes pérdidas económicas, estimadas en 1,603.8 millones de dólares, debido a la destrucción de infraestructura, daños ambientales y afectaciones en las exportaciones. Además, tuvieron un impacto significativo en el patrimonio cultural del país, con la destrucción total o parcial de varios monumentos nacionales de relevancia histórica.

## Terremotos

### Primer Terremoto (13 de enero)

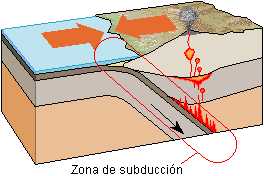
Fenómeno de subducción.

A las 11:33:34 de la mañana hora local (17:33 UTC) del sábado 13 de enero de 2001, un sismo con una magnitud de 7.7 a 8.0 Mw y una duración de 45 segundos, ocurrido en las costas salvadoreñas, provocó una gran destrucción, principalmente en 172 de los 262 municipios, entre ellos están Juayúa, Nueva San Salvador, San Vicente, Armenia, Santiago de María, Apaneca, Santa Elena, Citalá, Panchimalco  y San Agustín. Ha sido el más fuerte que ha azotado al país después del ocurrido el 10 de octubre de 1986 provocando un grave daño humano, económico y social a El Salvador.
La sacudida fue equivalente a detonar 160 millones de toneladas de dinamita. La causa del sismo fue el proceso de acomodación de las placas tectónicas "Cocos" y "Caribe", un fenómeno llamado subducción, y cuyo epicentro estuvo localizado en el océano Pacífico en el departamento de Usulután, específicamente a 100 kilómetros de la ciudad de San Miguel. El hipocentro estaba a una profundidad aproximada de 39 kilómetros, luego del terremoto se registró un tsunami que no causó víctimas pero dejó serios daños materiales.

#### Impacto
El mayor impacto del sismo ocurrió en el municipio de Santa Tecla donde un alud de 150 mil metros cúbicos de tierra se desprendió de la Cordillera del Bálsamo, sepultando cerca de 200 casas ubicadas en la colonia "Las Colinas" y con ellas muchas personas.
Por la envergadura de lo ocurrido, esa zona se convirtió en el principal símbolo del llamado "sábado negro". Según datos de la CEPAL, 485 de las muertes, que equivale aproximadamente al 60% del total de muertes resultantes de este desastres, se originaron a causa de este deslizamiento de tierra.
De igual manera, otra de las zonas que se vio afectada, fue la carretera Panamericana, específicamente a la altura del turicentro "Los Chorros", donde se dio el desprendimiento de una gran cantidad de metros cúbicos de tierra y piedra, lo cual sepultó totalmente el tramo de la carretera y con ella varias personas, afectando de esta manera la principal vía de comunicación entre la capital San Salvador y el occidente del país (Santa Ana, Sonsonate y Ahuachapán) y el vecino país de Guatemala.

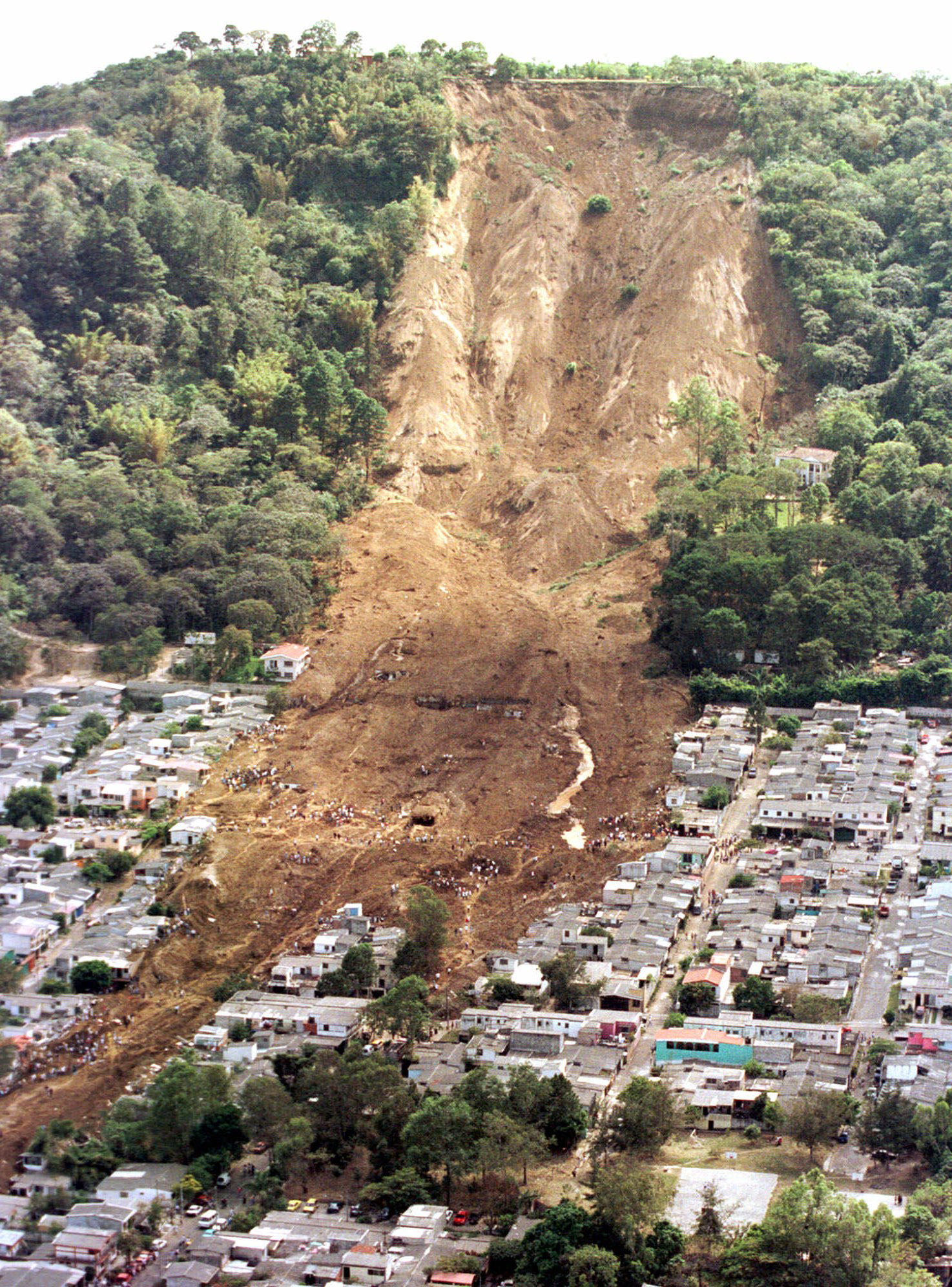
Vista aérea de la zona afectada en Las Colinas, luego del primer terremoto.

#### Cantidad de daños y muertos
Total de bajas humanas: 944 fallecidos, 193 soterrados, 125 desaparecidos, 5565 heridos, 1 364 160 damnificados, 68.777 evacuaciones, 39 000 desempleos y 24 000 pescadores artesanales afectados.
Total de cifras materiales: 277 953 viviendas incluyendo 688 soterradas, 32 000 micro y pequeñas empresas destruidas, 1385 escuelas (109 destruidas por completo), 94 hospitales, 1155 edificios públicos, 16 penitenciarías, 43 muelles, 98 monumentos nacionales y aproximadamente la cuarta parte de carreteras pavimentadas.
Según informe de la Comisión Económica para América Latina y el Caribe (CEPAL), el total de daños materiales fue de 1255.4 millones de dólares, de los cuales se desprende un total de 823 millones solo para el sector privado.

#### Impacto cultural
El sismo del 13 de enero dejó un gran impacto en la cultura del país, iniciando con que la mayoría de daños se dieron en iglesias coloniales que habían soportado el gran número de sismos sufridos en la región en los últimos doscientos años. Según información del Consejo Nacional para la Cultura y el Arte de El Salvador (CONCULTURA), al menos 28 iglesias coloniales, de las 90 existentes, sufrieron daños severos, incluyendo 6 que son consideradas monumentos nacionales, entre las cuales están: la catedral de Santa Ana y la iglesia de la Santa Cruz de Roma, ubicada en Panchimalco. Por otro lado, en Santa Tecla, donde ocurrió la tragedia de las Colinas, el sismo afectó gravemente la sede de la Biblioteca Gallardo, la mayor biblioteca privada de Centroamérica, abierta al público en 1948, la cual se desplomó completamente dejando entre sus escombros una enorme colección salvadoreña e importantes ejemplares como "Vues des Cordilléres" de Alexander von Humboldt, entre otros. La colección de esta biblioteca posee ediciones pertenecientes a los siglos XVI, XVII y XVIII.

#### Impacto ambiental
De acuerdo al informe presentado por la Comisión Económica para América Latina y el Caribe (CEPAL), el sismo afectó en gran magnitud el medio ambiente del país, haciéndole más vulnerable al efecto de fenómenos naturales como huracanes. Como efectos directos del sismo, se tuvieron grandes derrumbes y deslizamientos de tierra, afectando infraestructuras y asentamientos humanos. Se dio la pérdida y degradación del suelo, se afectó gravemente zonas agrícolas por la acumulación de sedimentos, hubo daños en cuencas y quebradas debido a la acumulación de escombros, hubo pérdidas en la flora y fauna, lo cual significó la pérdida de bienes y servicios como leña, control de inundaciones, abastecimiento de agua, etc. También se presentó una disminución en la actividad pesquera en las zonas costeras y pérdidas considerables de plantaciones de café. Todo esto dio un total estimado de 67 452 millones de dólares en pérdidas por daños directos e indirectos.

### Segundo Terremoto (13 de febrero)
13°36′N 88°58′O / 13.6, -88.96

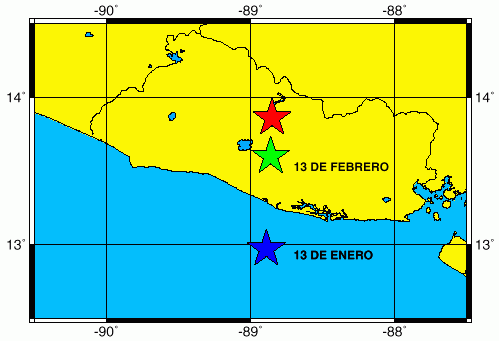
Epicentro de los terremotos: 13 de febrero; Rojo-Diferentes estaciones sísmicas de Centroamérica, Verde-NEIC (Estados Unidos). 13 de enero; Azul-NEIC (Estados Unidos).

Exactamente a un mes de ocurrido el primer terremoto, ocurrió otro el día martes 13 de febrero de 2001.
El sismo ocurrió a las 8:22:05 a. m. hora local (14:22 UTC) con una magnitud de 6.6 Mw y una profundidad de 13 km con una duración de 20 segundos, con epicentro en San Pedro Nonualco La Paz. Los departamentos más afectados por este sismo fueron: Cuscatlán, San Vicente y La Paz. La mayoría de las víctimas se encontraban en los departamentos de Cuscatlán (165 muertos), San Vicente (87 muertos) y La Paz (63 muertos).

#### Cifras

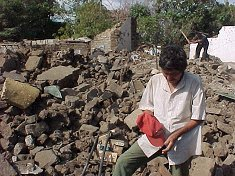
Un hombre camina entre los escombros de varias casas derrumbadas.

Las pérdidas humanas dieron un balance de 315 fallecidos, 3399 heridos, 252 622 damnificados, 37 desaparecidos, entre otros. 
Pérdidas materiales: 57 008 viviendas destruidas, 82 edificios públicos, 111 escuelas y 41 hospitales.
Algunos de los sectores afectados por el terremoto fueron: San Martín, Mercedes la Ceiba, San Francisco Chinameca, Tonacatepeque, Santiago Texacuangos, Guazapa, San Salvador, San Miguel, San Juan Tepezontes, Santa Cruz Analquito y Candelaria en el Departamento de Cuscatlán donde se registró una de las peores desgracias ya que algunos niños murieron soterrados en una escuela, así como en lugares mas lejanos como Chalatenango, en San Luis del Carmen el 90 por ciento de las viviendas colapsaron, en Cabañas 200 viviendas colapsaron y el 75 por ciento de las edificaciones presentaron daños, y en Antigua Guatemala hubieron daños en edificios históricos, se registraron derrumbes en los volcanes de Santa Ana y San Vicente, la cordillera del Bálsamo, cerros San Jacinto y Las Pavas. El epicentro del sismo fue localizado a unos 30 kilómetros de San Salvador, entre los departamentos de La Paz y Cuscatlán, a una profundidad focal de 13.9 kilómetros, según el Centro de Información de Terremotos de Estados Unidos. En total, las cifras unidas con las del terremoto del 13 de enero dieron un total estimado de pérdidas de 1603.8 millones de dólares, equivalentes al 12.1 % del PIB, 43.5 % de las exportaciones y al 75 % del presupuesto general de la nación para el año 2001.

## Tercer Terremoto (17 de febrero)
Tan sólo 4 días después del terremoto del 13 de febrero, ocurrió uno moderado de magnitud 5.3 a las 14:25 hora local del día sábado 17 de febrero, cuyo sismo moderado mató a 2 personas y se registraron deslizamientos de lodo en varias comunidades en el este del país, también se produjeron algunos daños por deslizamientos de tierra, el epicentro del sismo fue localizado a unos 76 kilómetros al sur de San Salvador y a una profundidad focal de 33 kilómetros.

## Réplica del 28 de febrero de 2001
Mientras tanto, a las 12:50 p. m. hora local del día miércoles 28 de febrero ocurrió una réplica de magnitud 6.1, cuyo sismo se logró sentir en todo el país y fuera de las fronteras, hubo 1 herido, el epicentro del sismo fue localizado a unos 40 kilómetros al sur de la bocana del Río Jiboa en el Departamento de La Paz (El Salvador).